# Kurt Rambis
Darrell Kurt Rambis (Cupertino, California, 25 de febrero de 1958) es un exjugador de baloncesto estadounidense, que actualmente es asesor sénior de Los Angeles Lakers de la NBA.
Su primera temporada la disputó en el AEK Atenas de Grecia y a continuación jugó 14 temporadas en la NBA, siendo especialmente recordado por su trayectoria en Los Angeles Lakers, donde jugó durante 9 temporadas y ganó 4 campeonatos. Su posición era la de alero y es fácilmente reconocible porque jugaba con unas aparatosas gafas de pasta negra (que todavía continúa llevando) debido a sus problemas de visión.

## Trayectoria deportiva

### Universidad
Rambis jugó en los Broncos de la Universidad de Santa Clara, donde todavía permanece su récord al ser el máximo anotador de la historia de aquel equipo, con 1.725 puntos.

### Profesional
Entró en el draft de la NBA de 1980, donde fue elegido por los New York Knicks en una posición muy retrasada, el puesto 12 de la tercera ronda (58.º total), aunque fue cortado en pretemporada. Tuvo que hacer las maletas y desplazarse a Europa, concretamente a la Liga Griega, donde fichó por el AEK Atenas, donde ganó, en su único año, la Copa Griega. Tan buena experiencia tuvo de aquel país, que adoptó la nacionalidad griega. Durante esa temporada llegó a firmar un contrato de diez días con los Knicks, sin llegar a debutar.
Volvió a los Estados Unidos la temporada siguiente y tuvo la gran suerte de fichar por los Lakers, donde coincidiría con gente como Magic Johnson, Kareem Abdul-Jabbar o Michael Cooper entre otros, y donde destacó por su ruda defensa y su gran poder de intimidación. Era habitual verlo en peleas con jugadores rivales. Sus duelos con el "celtic" Kevin McHale fueron memorables. Su escasa aportación ofensiva la suplía con su carisma dentro del grupo, en el cual se integró a la perfección, y colaboró a que ganaran los anillos de campeón de los años 1982, 1985, 1987 y 1988. Poco a poco A.C. Green le fue quitando minutos, por lo que cuando terminó contrato no le ofrecieron la renovación.
Fichó como agente libre en la temporada 1988-89 con los Charlotte Hornets. Allí volvió a disfrutar de minutos de juego, promediando en su primera campaña 11,1 puntos y 9,4 rebotes, el máximo de su carrera profesional. Sin embargo, a mediados de la siguiente temporada fue traspasado a Phoenix Suns, donde su aportación al equipo fue poco a poco decayendo. Pasó por Sacramento Kings antes de regresar de nuevo al equipo que le dio la fama, los Lakers, ya en el ocaso de su carrera. Se retiró en 1995, a los 36 años, tras 14 temporadas, después de promediar 5,2 puntos y 5,6 rebotes por partido.

### Entrenador
En 1999 llegó a ser el entrenador principal de su equipo de siempre, los Lakers, aunque tan sólo durante media temporada. En la fase regular ganó 24 partidos y perdió 13, con un porcentaje de victorias del 64,9%, y con 3 de 8 partidos ganados en play-offs. Pasó a ser asistente en los Lakers, puesto que ya había ocupado entre 1994 y 1999, y en la temporada 2009-10 se hizo cargo del banquillo de los Minnesota Timberwolves, puesto que ocupó dos temporadas para volver a Los Ángeles como asistente. En 2014 fichó como asistente de Derek Fisher en los New York Knicks.

## Estadísticas de su carrera en la NBA
|  | Denota temporadas en las que fue Campeón de la NBA |

### Temporada regular
| Año     | Equipo             | PJ  | PT  | MPP  | %TC  | %3P | %TL  | RPP | APP | ROB | TPP | PPP  |
| ------- | ------------------ | --- | --- | ---- | ---- | --- | ---- | --- | --- | --- | --- | ---- |
| 1981-82 | Los Angeles Lakers | 64  | 43  | 17,7 | 51,8 | 0,0 | 50,4 | 5,4 | 0,9 | 0,9 | 1,2 | 4,6  |
| 1982-83 | Los Angeles Lakers | 78  | 77  | 23,2 | 56,9 | 0,0 | 68,7 | 6,8 | 1,2 | 1,3 | 0,8 | 7,5  |
| 1983-84 | Los Angeles Lakers | 47  | 31  | 15,8 | 55,8 | -   | 63,6 | 5,7 | 0,7 | 0,6 | 0,3 | 3,6  |
| 1984-85 | Los Angeles Lakers | 82  | 46  | 19,7 | 55,4 | -   | 66,0 | 6,4 | 0,8 | 1,0 | 0,6 | 5,2  |
| 1985-86 | Los Angeles Lakers | 74  | 74  | 21,3 | 59,5 | -   | 72,1 | 7,0 | 0,9 | 0,9 | 0,4 | 5,5  |
| 1986-87 | Los Angeles Lakers | 78  | 10  | 19,4 | 52,1 | -   | 76,4 | 5,8 | 0,8 | 0,9 | 0,5 | 5,7  |
| 1987-88 | Los Angeles Lakers | 70  | 20  | 12,1 | 54,8 | -   | 78,5 | 3,8 | 0,8 | 0,6 | 0,2 | 4,0  |
| 1988-89 | Charlotte Hornets  | 75  | 75  | 29,8 | 51,8 | 0,0 | 73,4 | 9,4 | 2,1 | 1,3 | 0,8 | 11,1 |
| 1989-90 | Charlotte Hornets  | 16  | 16  | 28,0 | 50,0 | 0,0 | 54,5 | 7,5 | 1,8 | 2,0 | 0,6 | 9,1  |
| 1989-90 | Phoenix Suns       | 58  | 45  | 25,1 | 51,4 | 0,0 | 72,2 | 7,0 | 1,8 | 1,2 | 0,5 | 5,4  |
| 1990-91 | Phoenix Suns       | 62  | 17  | 14,5 | 49,7 | 0,0 | 70,6 | 4,3 | 1,0 | 0,4 | 0,2 | 3,6  |
| 1991-92 | Phoenix Suns       | 28  | 5   | 13,6 | 46,3 | -   | 77,8 | 3,8 | 1,3 | 0,4 | 0,5 | 3,2  |
| 1992-93 | Phoenix Suns       | 5   | 0   | 8,2  | 57,1 | -   | 50,0 | 1,2 | 0,2 | 0,6 | 0,0 | 1,8  |
| 1992-93 | Sacramento Kings   | 67  | 1   | 11,7 | 51,6 | 0,0 | 66,7 | 3,3 | 0,8 | 0,6 | 0,3 | 2,5  |
| 1993-94 | Los Angeles Lakers | 50  | 1   | 12,7 | 51,8 | 0,0 | 64,8 | 3,8 | 0,6 | 0,4 | 0,5 | 3,3  |
| 1994-95 | Los Angeles Lakers | 26  | 1   | 7,5  | 51,4 | -   | 66,7 | 1,3 | 0,6 | 0,1 | 0,3 | 1,7  |
| Total   | Total              | 880 | 462 | 18,5 | 53,4 | 0,0 | 68,9 | 5,6 | 1,1 | 0,9 | 0,5 | 5,2  |

### Playoffs
| Año   | Equipo             | PJ  | PT | MPP  | %TC  | %3P | %TL  | RPP | APP | ROB | TPP | PPP |
| ----- | ------------------ | --- | -- | ---- | ---- | --- | ---- | --- | --- | --- | --- | --- |
| 1982  | Los Angeles Lakers | 14  | -  | 19,9 | 51,6 | -   | 61,5 | 6,1 | 0,8 | 0,6 | 0,9 | 5,9 |
| 1983  | Los Angeles Lakers | 15  | -  | 25,1 | 57,0 | -   | 65,7 | 6,0 | 1,3 | 0,9 | 1,1 | 7,5 |
| 1984  | Los Angeles Lakers | 21  | -  | 20,4 | 65,2 | -   | 63,6 | 5,8 | 0,7 | 0,5 | 0,5 | 6,7 |
| 1985  | Los Angeles Lakers | 19  | 19 | 19,7 | 59,3 | -   | 67,9 | 6,8 | 0,9 | 0,9 | 0,5 | 6,1 |
| 1986  | Los Angeles Lakers | 14  | 14 | 19,1 | 60,0 | -   | 72,2 | 5,9 | 1,0 | 0,7 | 0,5 | 4,8 |
| 1987  | Los Angeles Lakers | 17  | 0  | 12,6 | 58,5 | -   | 91,2 | 3,9 | 0,5 | 0,5 | 0,2 | 4,6 |
| 1988  | Los Angeles Lakers | 19  | 6  | 9,8  | 61,8 | -   | 69,2 | 2,7 | 0,5 | 0,3 | 0,1 | 2,7 |
| 1990  | Phoenix Suns       | 16  | 16 | 24,1 | 44,4 | 0,0 | 67,9 | 7,7 | 1,4 | 0,5 | 0,5 | 4,2 |
| 1991  | Phoenix Suns       | 4   | 0  | 13,3 | 40,0 | -   | -    | 3,5 | 1,0 | 1,3 | 0,3 | 1,0 |
| Total | Total              | 139 | 55 | 18,5 | 57,4 | 0,0 | 70,2 | 5,5 | 0,9 | 0,6 | 0,5 | 5,2 |

## Logros personales
- 4 veces campeón de la NBA
- Es el tercero en la clasificación de porcentaje de tiros de campo en play-offs de toda la historia de la NBA, con un 57,4%

## Curiosidades
- No anotó ni un solo tiro de 3 puntos en toda su carrera (0 de 12 intentos). Sin embargo, en un partido benéfico organizado por Magic Johnson en 1993 anotó 5 de 5 intentos.
- Ha participado en 4 películas (entre ellas Johnny Mnemonic) y en diversas series de televisión.